# 佩特庫內湖
佩特庫內湖是白俄羅斯的湖泊，位於米奧里以西17公里，由維捷布斯克州負責管轄，長0.55公里、寬0.31公里，面積0.12平方公里，流域面積0.31平方公里，最大水深6.1米。